# 贝瓦尼亚
贝瓦尼亚（義大利語：Bevagna），是意大利佩鲁贾省的一个市镇。总面积56.16平方公里，人口5090人，人口密度90.6人/平方公里（2009年）。ISTAT代码为054004。